# ビッグ・アップル (ニューヨーク市)

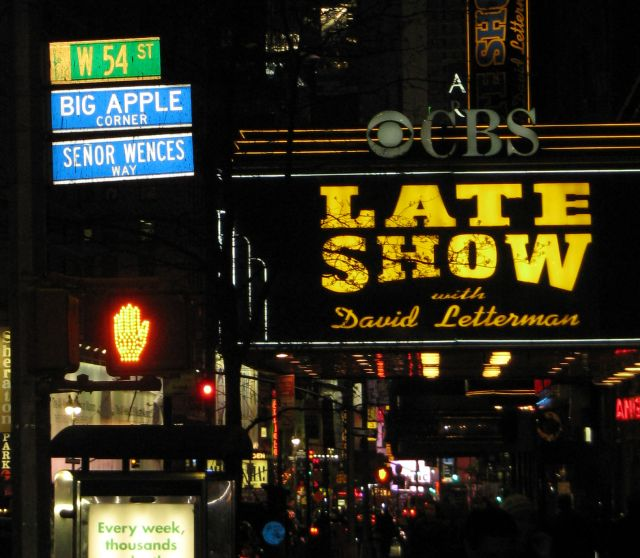
54丁目とブロードウェイ

"ビッグ・アップル" (The Big Apple) とはニューヨーク市のニックネームである。1920年代、New York Morning Telegraph誌のスポーツライターであるジョン・J・フィッツ・ジェラルドによって最初に一般に広められた。1970年代以降のこの言葉の認知度は、NYC & Companyとして現在は知られているNew York Convention and Visitors Bureauによる促進キャンペーンの影響が大きいとされる。

## 成り立ち

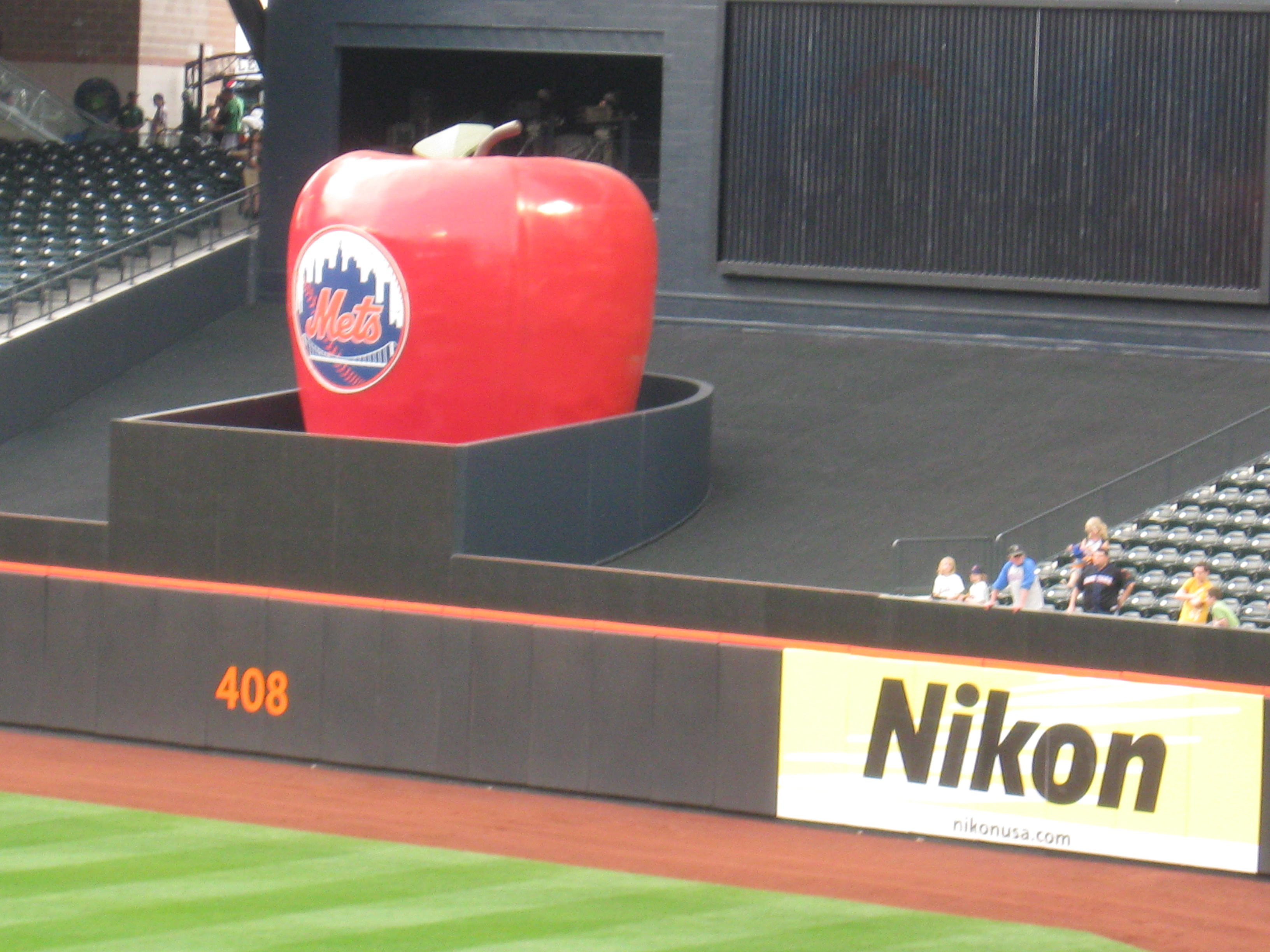
シティ・フィールドにあるニューヨーク・メッツのホームラン・アップル

かつてビッグ・アップルの歴史は謎と考えられていたが、主にアマチュアの語源研究家en:Barry Popik とミズーリ工科大学のGerald Cohen によるこの20年間の調査により、筋道の通った明瞭な見解が生まれた。それ以前は多くの間違った説が存在していた。一例として、この言葉はニューヨークの売春宿のマダム（女性経営者）の通名がイヴであったことに由来しているという主張があった。やがてこれは作り話であることが明らかにされ、より正確な情報を持つウェブサイトによって置き換えられていった。
最初に"big apple"というフレーズを用いたのは、1909年出版のen:Edward Sandford Martinによるニューヨークの旅行者 (The Wayfarer in New York) の一節、"カンサスはニューヨークをどん欲な街だと見なしがちである。大きなリンゴは国家の蜜を不釣り合いな割合で吸い取っているとみることができる"（太文字による強調追加）と言われている。en:William Safireはこれを新造語とみなしているが、ランダムハウスのアメリカ・スラング辞書はこの用法を"新しいスラング用語の明確な例というよりは隠喩またはおそらくはことわざ的な用語である"とみなしており、Popikも同様にこれを新造語とはみなしていない。
1920年代初頭、"アップル"という単語はニューヨーク市内やその周辺の多くのレーシング・コースで授与される賞の中でも、最も報奨金が多い著名な賞の名前を指していた。
The Big Appleはニューヨーク市を指す言葉として John J. Fitz Geraldによって最初に大衆に広められた。彼は1920年代のNew York Morning Telegraphのニューヨーク競馬に関する数々の記事の中でこの言葉を使用した。このうち初出のものは1921年5月3日に簡単に述べられている：
明日、BowieとHavre de Graceでの最も盛況な春のキャンペーンの後に、トレーナー・J. P. Smithと競走馬en:Tippity WitchetそしてL. T. Bauer stringの他の者たちは"ザ・ビッグ・アップル"へと出発する予定である。
Fitz Geraldはそれからも"big apple"という言葉にたびたび言及している。彼は1924年2月18日のコラムで、彼の使用を"ザ・ビッグ・アップルの周辺" (Around the Big Apple) というヘッドラインの下に説明している：
ザ・ビッグ・アップル。かつてサラブレッドにまたがったすべての馬飼育係とすべての騎手（オーナー）の夢である。ビッグ・アップルはただ一つしかない。それはニューヨークである。

二人の浅黒い馬飼いが、ニューオーリンズのフェア・グラウンド競争場の隣接する馬小屋の"冷却環"の周りで、二頭のサラブレッドを率いて雑談をしていた。 

"君たちはここからどこにいくつもりなんだ？" と一人が尋ねた。

"ここから僕たちはザ・ビッグ・アップルを目指すんだ。"ともう一人が誇らしげに答えた。

"なんだって、君は馬たちを太らせて家畜にした方が（皮を剥いだ方が）まだいい、さもなければアップルから戻ってきた君たちはすべてリンゴの芯になっているだろう。"と即座に返答した。

Fitz Geraldの"浅黒い" (dusky) 馬飼いへの言及は、この言葉の起源はアメリカの黒人文化にあることを示唆している。これを支持する証拠は全国紙であったアフリカ系アメリカ人の新聞en:Chicago Defender誌において見つかっている。Defender誌のヴォードヴィル/ラグタイムのパフォーマー兼ライター“Ragtime” Billy Tuckerは、競馬以外の文脈で"big apple"をニューヨークを指す言葉として1922年9月16日の誌面に用いている：
あなたの'ザ・ビッグ・アップル'（ニューヨーク）への旅は大成功すると信じています。私のただ一つの望みはあなたとともにそれを成し遂げていくことです。
Tuckerはそれ以前に"Big Apple"を他の都市ロサンゼルスを指す言葉としても用いている。1920年5月15日の記事が、"Big Apple"をニューヨーク以外の都市を指すために使われた知られている最初の例である。 このライターは"Big Apple"を単に大きなどの都市でも表す適切なニックネームであると理解していた可能性はある：
親愛なるPal, Tony：いいえ、Ragtime Billy Tuckerの存在は完全に消えてしまってはいない。私はまだ'ビッグ・アップル'、ロサンゼルスにいる。
1920年代後半になると、Fitz Gerald以外のニューヨークのライターも"Big Apple"という用語を使い始め、競馬以外の文脈でも用いられるようになった。1930年代は、"The Big Apple"という流行歌 やBig Appleというダンス も登場した。この名前は、1940年代や50年代になってもen:Walter Winchellと他のライターによって使われ続けた。
1960年までには、"the Big Apple"はニューヨークの古い名前だけを指すものとして知られるようになった。しかし1970年代初頭には、New York Convention and Visitors Bureau（現在は、ニューヨーク市のマーケティングと観光政策の公式組織であるNYC & Company）は、その社長であるCharles Gillettのリーダーシップの下、ニューヨーク市を"the Big Apple"とする促進活動を始めた。それ以降、この言葉は一般的に通じるようになっている。ルドルフ・ジュリアーニ市長は1997年、 西54丁目とブロードウェイの南西の角、J. Fitz Geraldが1934年から1963年まで住んでいた場所を"Big Apple Corner"として指定する法案にサインした。
MLB球団のニューヨーク・メッツでは、同チームの選手が本拠地球場でホームランを打ったときに必ず上がってくる"ホームラン・アップル"が名物となっている。これは旧球場のシェイ・スタジアムに導入されたのが始まりで、シティ・フィールドへの移転時に4倍の大きさとなった2代目に刷新されたものの、初代のホームラン・アップルもシティ・フィールドの球場外に展示されている。
エビータの中のEva, Beware of the Cityという曲では、ブエノスアイレスは"B.A., Buenos Aires, Big Apple"と呼ばれている。この呼び名は作詞家ティム・ライスによる考案で、以前から用いられていたものではない。